# Ţāleb Sarā
Ţāleb Sarā är en ort i Iran.   Den ligger i provinsen Gilan, i den norra delen av landet, 190 km nordväst om huvudstaden Teheran. Ţāleb Sarā ligger 22 meter över havet och antalet invånare är 191.
Terrängen runt Ţāleb Sarā är kuperad åt sydväst, men åt nordost är den platt.Runt Ţāleb Sarā är det ganska tätbefolkat, med 134 invånare per kvadratkilometer. Närmaste större samhälle är Lāhījān, 16,4 km nordväst om Ţāleb Sarā. Trakten runt Ţāleb Sarā består till största delen av jordbruksmark.